# Національна туристська зона Західного узбережжя

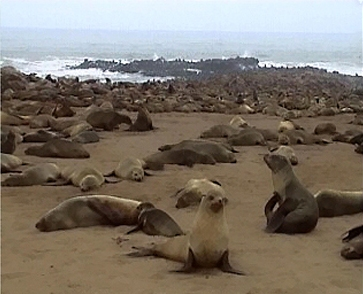
Тюленяче лежбище на мисі Кейп-Кросс

Національна туристська зона Західного узбережжя (англ. National West Coast Tourist Recreation Area) — природоохоронна зона і зона відпочинку на атлантичному узбережжі Намібії, в південній частині Берега Скелетів в пустелі Наміб. Ця територія тягнеться на 210 км від Свакопмунду на північ до сезонної річки Угаб і простягається вглиб континенту на 50 км. На півночі вона межує з національним парком Берег Скелетів, на півдні — з парком Наміб-Науклуфт. Удовж неї прокладена асфальтована дорога — Берегове шосе C34.
Багате рибою море приваблює сюди численних рибалок, котрі влаштовують многолюдні рибальські табори. Один з таких таборів згодом перетворився на справжнє місто — Гентісбугт. Також в межах туристської зони існує тюленевий заповідник Кейп-Кросс, де знаходиться лежбище однієї з найчисленніших тюленячих колоній намібійського узбережжя, єдине, яке дозволено відвідувати туристам.
Хоча туристська зона знаходиться на теренах однієї з найсухіших у світі пустель, холодна океанська течія Бенгела охолоджує повітря і щоранку створює густий туман, який морським бризом уносить далеко вглиб континенту. З роси, яка випадає з цього туману, отримує необхідну для життя вологу більшість місцевої флори й фауни.  